# رحمان فروزنده
رحمان فروزنده (زاده ۲ بهمن ۱۳۴۱ در زنجان - درگذشته ۲۱ آذر ۱۳۸۹) سرتیپ دوم تکاور نیروی زمینی ارتش جمهوری اسلامی ایران و فرمانده لشکر ۲۱ حمزه آذربایجان بود.

## سابقه نظامی
فروزنده در سال ۱۳۵۹ ابتدا وارد سپاه پاسداران انقلاب اسلامی شد، ولی در سال ۱۳۶۰ بعد از قبولی در دانشگاه افسری امام علی، به  ارتش جمهوری اسلامی ایران منتقل شد. وی ۱۳۸ ماه سابقه حضور در مناطق عملیاتی، در جریان جنگ ایران و عراق را داشت و در عملیات‌های والفجر ۸، محرم، کربلای ۶، نصر ۶، مرصاد حضور داشت و در عملیات‌های شرهانی و کربلای ۶ و عملیات پدافندی فکه، مجروح شد. رحمان فروزنده تمام دوره‌های آموزش نظامی از جمله تکاوری و چتربازی را با به پایان رساند و بعد از گذراندن دوره دافوس در رشته استراتژیک در دانشگاه دفاع ملی موفق به گذراندن دکترا گردید.

## مسئولیت‌ها
فروزنده مراتب فرماندهی گروهان و گردان را در جنگ ایران و عراق در لشکر ۱۶ زرهی قزوین و لشکر ۷۷ پیاده خراسان و فرماندهی تیپ ۴۵ تکاور و جانشین لشکر ۷۷ پیروز ثامن الائمه خراسان طی کرد و از دو سال قبل به فرماندهی لشکر ۲۱ حمزه آذربایجان منصوب شده بود.

## درگذشت
روز یکشنبه ۲۱ آذرماه ۱۳۸۹ هنگام بازگشت از رزمایش بزرگ جنوب کشور که تحت نظارت ستاد کل نیروهای مسلح در جریان بود، به هنگام مراجعت به تبریز، بر اثر واژگونی خودرو به همراه سروان اوردیخانی درگذشت. پیکر وی در زنجان دفن شد.

## آثار پیرامون وی و یادمان
کتاب انتظار شیرین: بر اساس زندگی‌نامه رحمان فروزنده چاپ شده‌است. تیپ تکاور ۱۲۱ شهید سرلشکر رحمان فرونده و چند میدان و خیابان در تبریز و زنجان به یادبود وی نامگذاری شده‌است.